# Laxvik
Laxvik est une localité de Suède située dans la commune d'Halmstad du comté de Halland. En 2010, elle compte 475 habitants.